# إيرين بيدارد
إيرين بيدارد (بالإنجليزية: Irene Bedard)‏ هي ممثلة أمريكية، ولدت في 22 يوليو 1967 في الولايات المتحدة.

## أعمال

### أفلام
- (1995) بوكاهونتاس[5][6][7][8]
- (1998) رحلة إلى عالم جديد[9]
- (2005) العالم الجديد[10]

## وصلات خارجية
- إيرين بيدارد على موقع IMDb (الإنجليزية)
- إيرين بيدارد على موقع ألو سيني (الفرنسية)
- إيرين بيدارد على موقع ميوزك برينز (الإنجليزية)
- إيرين بيدارد على موقع أول موفي (الإنجليزية)
- إيرين بيدارد على موقع قاعدة بيانات الأفلام السويدية (السويدية)
- إيرين بيدارد على موقع إن إن دي بي (الإنجليزية)
- إيرين بيدارد على موقع قاعدة بيانات الفيلم (الإنجليزية)
- إيرين بيدارد على موقع كينوبويسك (الروسية)